# Cantone di Tuffé
Il Cantone di Tuffé era una divisione amministrativa dell'arrondissement di Mamers.
È stato soppresso a seguito della riforma complessiva dei cantoni del 2014, che è entrata in vigore con le elezioni dipartimentali del 2015.
Comprendeva i comuni di:
- Beillé
- Boëssé-le-Sec
- La Bosse
- Bouër
- La Chapelle-Saint-Rémy
- Duneau
- Le Luart
- Prévelles
- Saint-Denis-des-Coudrais
- Saint-Hilaire-le-Lierru
- Sceaux-sur-Huisne
- Tuffé
- Vouvray-sur-Huisne